# Чатам (гидроаэропорт)
Гидроаэропорт Чатам (англ. Chatham Seaplane Base), (ИАТА: CYM, FAA LID: CYM) — гражданский гидроаэропорт, расположенный в районе Чатам, в северо-восточной части района Ситка (Аляска), США.

## Авиакомпании и пункты назначения
Деятельность аэропорта субсидируется за счёт средств Федеральной программы США Essential Air Service (EAS) по обеспечению воздушного сообщения между небольшими населёнными пунктами страны.